# Grădina zeilor
Grădina zeilor este un roman științifico-fantastic de Camil Baciu care are ca temă geneza miturilor. A apărut prima dată în 1968 la Editura Tineretului în Colecția SF. A fost republicat ca o ediție revăzută și adăugită în 2001 de către Editura Fundației Culturale Române și în 2014 de către Editura Nemira în Colecția Nautilus.

Pictura lui Francisco Goya El entierro de la sardina din cca. 1812–1819

Mihai Iovănel consideră că romanul Gradina zeilor este capodopera lui Camil Baciu și una dintre cele mai importante scrieri SF și fantastice din literatura română. Este mai apropiat de stilul din romanul Ilarion si Hirondelle decât de restul scrierilor sale. În jurul unei teme clasice science fiction, al contactului cu o civilizație extraterestră superioară (darmanții nemuritori, al căror reprezentat este contele Désiré de Droitdieu), se învârte un roman inspirat de suprarealismul lui Marc Chagall (la ale cărui picturi cu oameni zburători apar referințe; iar domnișoara Daniela Dobcinski La Sardine este o referință către pictura lui Francisco Goya El entierro de la sardina).
Romanul este format din 21 (XXI) de capitole numerotate doar cu cifre romane.

## Prezentare
Romanul începe cu o scurtă discuție între două personaje extraterestre: unul (care ulterior va fi personajul de Droitdieu) care vrea să învețe omenirea arta de a construi statui și celălalt care dorește să plece de pe planetă deoarece nu-i plac creaturile cu două picioare. Primul îi spune că atunci când va reveni îl va recunoaște după fulgere, așa cum va fi recunoscut și de oameni.
Personajul principal, contele de Droitdieu urmărește ideea nietzscheana – (condamnată în epoca scrierii romanului) – a selectării unor supraoameni din masa informă a omenirii, cu alte cuvinte un program de inginerie globală care ar duce la transformarea radicală a conceptului de om.
Droitdieu timp de mai multe decenii urmărește familia David din Galați, în care descoperă potențialitatea unor eroi paradigmatici din istoria omenirii ce ar urma sa fie descătușate. La Marea Expoziție Universală de la Paris regizată cu abilitați mari de iluzionism de Droitdieu, contele este înfruntat și pare învins de o mulțime printre care se află și familia David.
Contele de Droitdieu reapare ca baronul de Rechtegott, șeful unui lagăr de exterminare din Polonia în timpul celui de al Doilea Război Mondial. Aici vin patru dintre frații David (Mihail, Luca, Anton, Matei) într-o expediție de salvare a iubitei evreice a unuia dintre ei (Daniela), dar pier aparent într-un crematoriu. Ideea ar fi că lupta dintre partea întunecată, fascistă (reprezentată de Droitdieu) si elementul antagonic-luminos al familiei David este eternă.

## Vezi și
- 1968 în științifico-fantastic
- Lista volumelor publicate în Colecția SF (Editura Tineretului)
- Lista volumelor publicate în Colecția Nautilus
- Lista cărților științifico-fantastice publicate în România
- Geneza miturilor